# Ring des Landes Salzburg
Der Ring des Landes Salzburg ist die höchste Auszeichnung, die vom Land Salzburg vergeben wird. Sie ist hierarchisch über dem mehrstufigen Ehrenzeichen des Landes Salzburg angesiedelt.

## Grundlagen
Der Ring des Landes Salzburg wird für besondere Verdienste um das Land Salzburg verliehen. Er soll jährlich höchstens an zwei Personen verliehen werden. Die Auszeichnung darf nur verliehen werden, wenn die Verdienste nicht durch andere Ehrungen des Landes gewürdigt werden. Die Verleihungskriterien orientieren sich an denen für das Ehrenzeichen des Landes Salzburg, werden aber wesentlich strenger ausgelegt.   

## Aussehen
Bei diesem Ehrenring handelt es sich um einen glatten Goldring mit einem facettierten Stein, auf dem das salzburgische Landeswappen eingearbeitet ist. Im Ring ist auch die laufende Nummer der ausgezeichneten Träger eingraviert.

## Verleihung
Der Ring wird meist vom salzburgischen Landeshauptmann persönlich übergeben. Zusätzlich wird eine Urkunde mit dem Landeswappen, dem Namen und der Originalunterschrift des Landeshauptmannes überreicht.

## Träger des Ehrenrings (Auswahl)
- Heinrich Puthon, Präsident der Salzburger Festspiele (1956)
- Karl Heinrich Waggerl, Schriftsteller (1957)
- Eduard Paul Tratz (1958)
- Franz Peyerl, Landeshauptmann-Stellvertreter (1960)
- Bartholomäus Hasenauer, Landeshauptmann-Stellvertreter (1960)
- Franz Hell, Landtagspräsident (1961)
- Josef Klaus, Politiker (1961)
- Andreas Rohracher, Erzbischof (1962)
- Josef Weißkind, Landesrat (1962)
- Bernhard Paumgartner, Direktor des Mozarteums (1963)
- Anton Steinhart, Grafiker und Maler (1964)
- Josef Kaut, Präsident der Salzburger Festspiele (1964)
- Karl Böhm, Dirigent (1964)
- Clemens Holzmeister, Architekt (1966)
- Friedrich Gehmacher sen., Präsident der Internationalen Stiftung Mozarteum (1966)
- Tobias Reiser d. Ä., Geschäftsführer des Salzburger Heimatwerkes (1967)
- Hermann Aicher, Direktor des Salzburger Marionettentheaters (1967)
- Otto Strasser, Musiker (1967)
- Herbert von Karajan, Dirigent (1968)
- Hans Lechner, Landeshauptmann (1968)
- Wilhelm Backhaus, Pianist (1969)
- Helene Thimig, Schauspielerin und Regisseurin (1969)
- Walter Leitner, Politiker (1970)
- Carl Orff, Komponist (1970)
- Carl Zuckmayer, Schriftsteller (1975)
- Hermann Stuppäck, Schriftsteller (1976)
- Matthias Laireiter, Präsident des Landesschulrates (1977)
- Nico Dostal, Komponist (1980)
- Annemarie Moser-Pröll, Skirennläuferin (1980)
- Karl Heinz Ritschel (1980)
- Walter Aichinger, Generaldirektor (1986)
- Hans Schmidinger, Politiker (1986)
- Leopold Kohr, Philosoph (1986)
- Alfred Edelmayer, Landesamtsdirektor (1987)
- Leopold Müller, Bauingenieur (1988)
- Sepp Oberkirchner, Landesrat (1989)
- Franz Fuhrmann (1991)
- Hans Katschthaler, Landeshauptmann (1993)
- Helmut Eder, Komponist (1996)
- Herfrid Hueber, Landesamtsdirektor (1997)
- Herbert Batliner (1998)
- Leopold Müller, Tiefbauingenieur (1998)
- Gerhard Buchleitner (2001)
- Rudolf Frey, Generalkonsul (2002)
- Karlheinz Böhm, Schauspieler (2003)
- Gerhard Wimberger, Dirigent (2003)
- Hermann Maier, Skifahrer (2006)
- Felix Gottwald, Langläufer (2006)
- Othmar Raus, Politiker (2007)
- Max Dasch junior, Journalist (2011)
- Heinrich Christian Marckhgott, Landesamtsdirektor (2015)
- Franz Schausberger, Politiker (2015)
- Wilfried Haslauer junior, Politiker (2025)[1]
- Alois Mock
- Martha Weiser, Stadtrat
- Alfred Bäck, Bürgermeister der Stadt Salzburg
- Heinrich Salfenauer, Bürgermeister der Stadt Salzburg
- Heinrich Wiesmüller, Bankier
- Franz Ledwinka, Komponist